# ملعب فلامينيو
ملعب فلامينيو (بالإنجليزية: Flaminio)‏ هو ملعب كرة قدم يقع في إيطاليا، وتلعب فيه منتخباتها الوطنية. يتسع لـ 24,973 متفرج.

## التاريخ
تم وضع حجر الأساس للملعب في 1957. افتتح الملعب في 1959. تم تجديده في 2008.

## أهم الأحداث التي استضافها
- دورة الألعاب الاوليميبة 1960